# Torresina
Torresina es una localidad y comune italiana de la provincia de Cuneo, región de Piamonte, con 63 habitantes.

## Evolución demográfica
| Gráfica de evolución demográfica de Torresina entre 1861 y 2001 |
|                                                                 |
| Fuente ISTAT - elaboración gráfica de Wikipedia                 |